# NGC 7529
NGC 7529 este o galaxie situată în constelația Pegas. A fost descoperită în 2 iulie 1880 de către Ernst Wilhelm Tempel.